# Evangelische Kirche Schlebusch

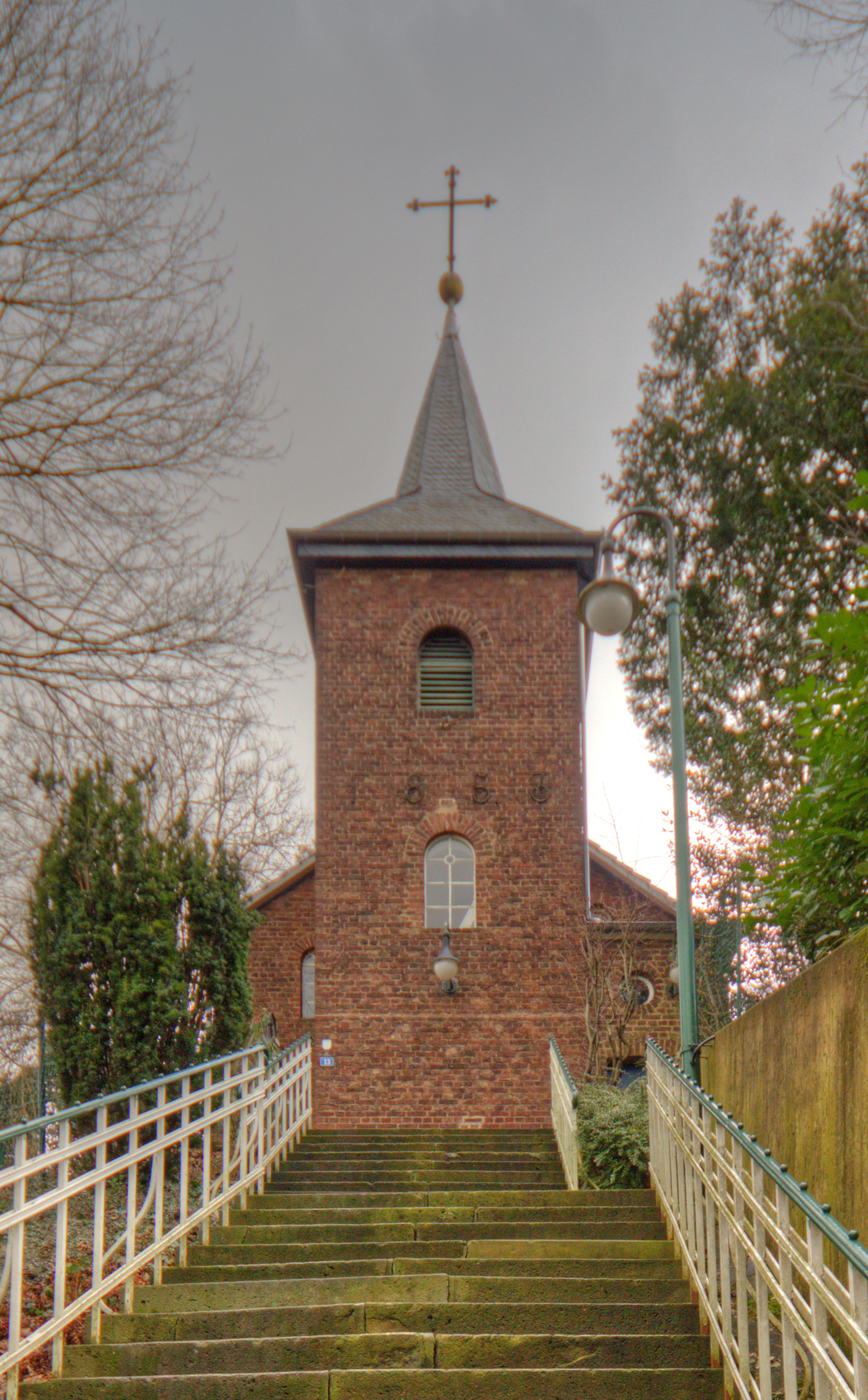
Heutige Ansicht der Kirche

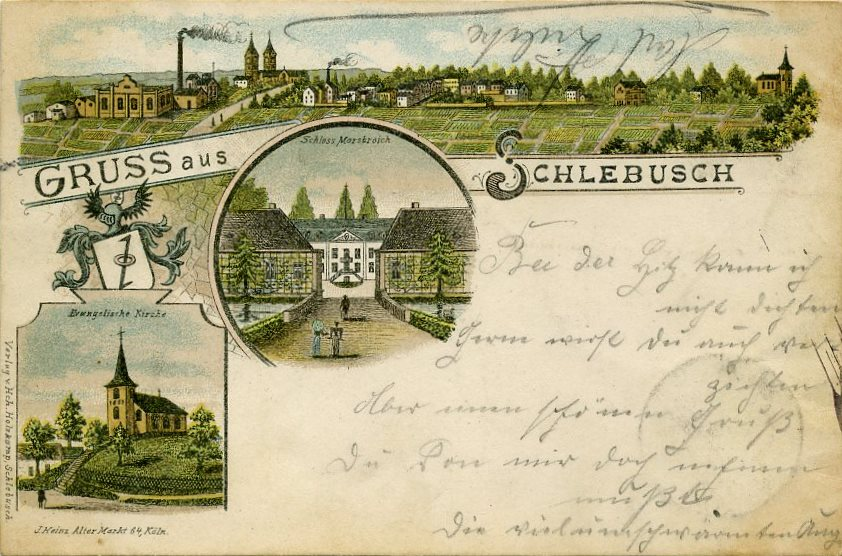
Abbildung der Kirche auf einer Postkarte von 1898

Die Evangelische Kirche Schlebusch („Auf dem Blauen Berg“) ist ein evangelischer Sakralbau im Leverkusener Stadtteil Schlebusch. Sie gehört zur Kirchengemeinde Leverkusen-Schlebusch im Kirchenkreis Leverkusen der Evangelischen Kirche im Rheinland.

## Geschichte
Der erste Gottesdienst der evangelischen Christen von Schlebusch fand am 17. Dezember 1846 in Privaträumen statt. Auf einem geschenkten Grundstück an der Straße „Am blauen Berg“ oberhalb der Dhünn wurde die erste Kirche am 13. Dezember 1853 eingeweiht. Aufgrund der ständig wachsenden Zahl der Gemeindemitglieder wurde die Kirche 1892 und 1913 vergrößert. Die großen Kriegsschäden an der Kirche wurden in den Jahren 1946 und 1947 repariert. Nachdem 1951 die ganze Turmspitze abgenommen worden war, konnten das Dach und der Glockenstuhl vollständig erneuert werden.